# Wayfarer (sejljolle)
Wayfarer-sejljollen er en 16 fods engelsk-konstrueret sejljolle, også kaldet den Den klassiske sejljolle, eller sejljollen for hele familien.
Jollen har mange anvendelsesmuligheder, som f.eks. hyggesejlads, tur og langtur. Den har krydset mange åbne hav, Middelhavet, Nordsøen, Norskehavet og sejlads 2005 langs Polarhavet, fra Hammerfest til Kirkenes ved den russiske grænse med to barske norske W-sejlere, kapsejlads lokalt og DM, samt det tredje W-VM i DK i august 2007, bruges som skole- og trænings-fartøj af sejlerskoler og danske sejlklubber og søspejdere. Wayfarer findes i Canada, Holland, Irland, Skandinavien, UK og USA. Et tæt samarbejde finder sted, bl.a. med årlige Wayfarer Internationale Rallier.
Wayfarer ("Vejfarer") blev konstrueret i England af den berømte designer Ian Proctor i 1957. Ian Proctor var designer af mange jolletyper, og vandt overlegent konkurrencen til en ny OL-kølbåd med den imponerende, velsejlende og planende OL-kølbåden, Tempest. Ian Proctor opfandt den bøjelige alu-mast og -bom, og startede PROCTOR MAST Ltd.
De første Wayfarer-joller i Skandinavien kom først til Sverige omkring 1963, og en af de første Wayfarer-joller dèr W950, findes nu udstillet på Danmarks Museum for Lystsejlads i Svendborg. Jollen kom først til Danmark i 1966, hvor Krist. H. Jensen og ægtefællen Mait importerede W1348 "Maitken". Den kom senere med dem til Norge.
Iflg. klassereglerne skal besætningen til kapsejlads være minimum 2 om bord. I det første VM, 1974 på 'The Solent' ved Hayling Island, UK, samt i det andet VM, 1976, Ontariosøen, Toronto, Canada deltog skandinaviske W-sejlere(fra DAN og NOR) med såvel tre som fire om bord(4 stk = fam. KHJ, et forældrepar m. to børn)
Årligt afholdes der et stort træf for Wayfarer jollen på Rantzausminde campingplads, ved Svendborg.
Her deltager typisk ca. 50 joller. På dette træf er der stor tradition for levende musik, da de fleste fra 'Wayfarer Stompers' deltager.